# بطاريق السيد بوبر (فلم)
بطاريق السيد بوبر (بالإنجليزية: Mr. Popper's Penguins)، هو فيلم كوميديا عائلية أنتجته استوديوهات فوكس للقرن العشرين بطولة الممثل جيم كاري ويستند الفيلم إلى خرافة تحمل الاسم نفسه. صدر يوم 17 يونيو في الولايات المتحدة إخراج مارك ووترز.

## البطولة
- جيم كاري في دور توماس «توم» بوبر، الابن.
  - هنري كيليمان في دور يونغ توم بوبر، الابن.
  - ديلان كلارك مارشال في دور توم بوبر، الابن الصغير
- كارلا جوجينو في دور أماندا بوبر
- مادلين كارول في دور جاني بوبر
- ماكسويل بيري كوتون في دور بيلي «بيل» بوبر
- أنجيلا لانسبوري في دور سيلما فان غاندي
- ديسمين بورخيس في دور داريل
- فيليب بيكر هول في دور السيد فرانكلين
- دومينيك تشيانيز في دور السيد السيد ريدر
- كلارك غريغ في دور نات جونز
- أوفيليا لوفيبوند في دور بيبي
- جيفري تامبور في دور السيد غريمينز
- ديفيد كرومهولتز في دور كينت
- جيمس توبر في دور ريك
- فرانك ويلكر في دور صوت الكابتن، نمرود، محبي، لودي، بيتي، نتن وغيرها من البطريق
- بريان تي. ديلاني في دور يونغ توم بوبر الأب.

## وصلات خارجية
- بطاريق السيد بوبر على موقع IMDb (الإنجليزية)
- بطاريق السيد بوبر على موقع ميتاكريتيك (الإنجليزية)
- بطاريق السيد بوبر على موقع الموسوعة البريطانية (الإنجليزية)
- بطاريق السيد بوبر على موقع روتن توميتوز (الإنجليزية)
- بطاريق السيد بوبر على موقع نتفليكس (الإنجليزية)
- بطاريق السيد بوبر على موقع قاعدة بيانات الأفلام العربية
- بطاريق السيد بوبر على موقع ألو سيني (الفرنسية)
- بطاريق السيد بوبر على موقع Turner Classic Movies (الإنجليزية)
- بطاريق السيد بوبر على موقع أول موفي (الإنجليزية)
- بطاريق السيد بوبر على موقع بوكس أوفيس موجو (الإنجليزية)